# Nussdorf (Wien)
Nussdorf (bis 1999 amtlich Nußdorf) war bis Ende 1891 eine eigenständige Gemeinde und ist heute ein Stadtteil Wiens im 19. Wiener Gemeindebezirk, Döbling, sowie eine der 89 Wiener Katastralgemeinden. Die Katastralgemeinde heißt nach wie vor Nußdorf.

## Geografie

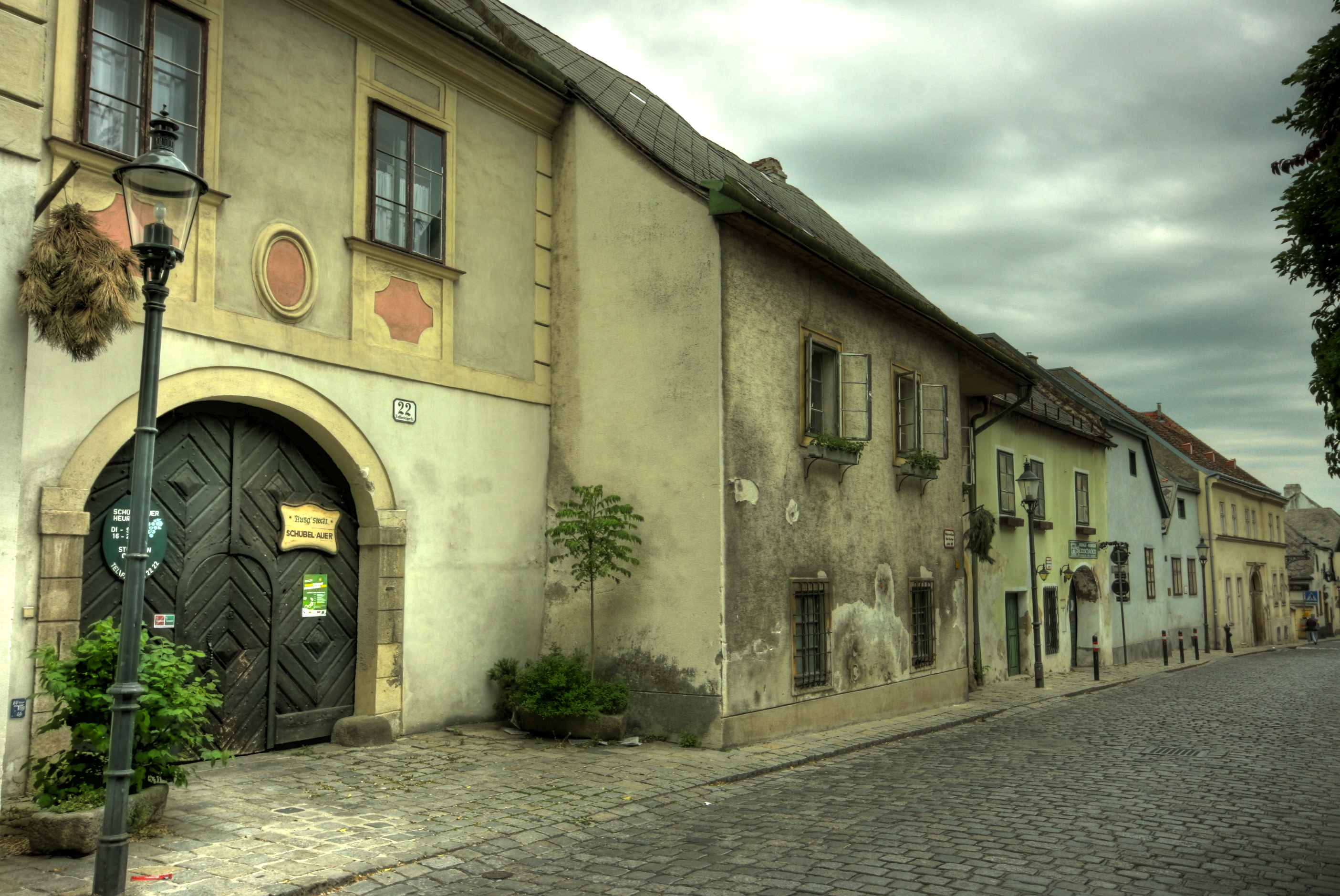
Buschenschank und Häuservielfalt in der Kahlenberger Straße

Nussdorf liegt beiderseits des Nussbachs (Schreiberbach) an dessen Mündung in den Donaukanal und südseitig des Nussberges. Der Ort erstreckt sich im Süden bis zur Grinzinger Straße, im Norden längs der Heiligenstädter Straße und am Donauufer bis zur Grenze des Kahlenbergerdorfs. Die Fläche der Katastralgemeinde beträgt 226,84 ha. Ihr Gebiet gehört zum statistischen Zählbezirk Nussdorf-Kahlenbergerdorf. Ursprünglich bestand auf dem Gebiet von Nussdorf auch die Siedlung (Alt)-Urfar am Donauufer.

## Namensherkunft
Die urkundlichen Belege weisen eindeutig auf "Dorf, wo Nussbäume wachsen" hin: 1114 Nuzdof, 1324 Nuzdorf am Nuzperig, auf dem Nuzbach. Der Name des Ortes Nussdorf leitet sich also von den zahlreichen Walnussbäumen und Haselnusssträuchern ab. Noch Anfang des 19. Jahrhunderts bestanden im Ort Nussbaumalleen.

## Geschichte

### Mittelalter
Historiker halten die Greinergasse mit den Einmündungen der Hammerschmidtgasse, der Sickenberggasse und der Kahlenberger Straße für den ursprünglichen Ortskern, da er am ehesten einer mittelalterlichen Dorfstruktur entspricht. Die Bewohner waren Bauern, die im Wesentlichen für den Eigenbedarf produzierten. Auch der Fang von Krebsen und Fischen im westlichsten Arm der Donau (heute Heiligenstädter Straße) spielte eine Rolle. Für den Verkauf wurde Wein angebaut.
Nach dem Namen der Siedlung benannte sich ab dem 12. Jahrhundert auch das Geschlecht der Herren von Nussdorf. Ende des 14. Jahrhunderts starb dieses Geschlecht jedoch aus. Der Weinbau war in Nussdorf der wichtigste Erwerbszweig, zahlreiche Klöster und Stifte besaßen schon früh Weingärten in diesem Gebiet, insbesondere das nahe Stift Klosterneuburg. Durch den Weinbau kam Nussdorf auch zu Wohlstand. Einträglich für Nussdorf war darüber hinaus das Fährrecht, das heißt das Recht zum Transport von Waren und Menschen über die Donau. Am Donauufer entstand deshalb der Ort Urfar (abgeleitet vom mittelhochdeutschen Wort ur-var für ‚Überfahrt‘, vgl. Linz-Urfahr), der jedoch immer nur aus wenigen Hütten bestand. Sie dienten als Unterkünfte für die Fährleute oder Reisende. Am Donauufer gelegen, wurde die Siedlung jedoch oft überschwemmt und verlor durch den Bau der ersten großen Donaubrücke 1439 völlig an Bedeutung und verschwand schließlich zur Gänze.

### Neuzeit

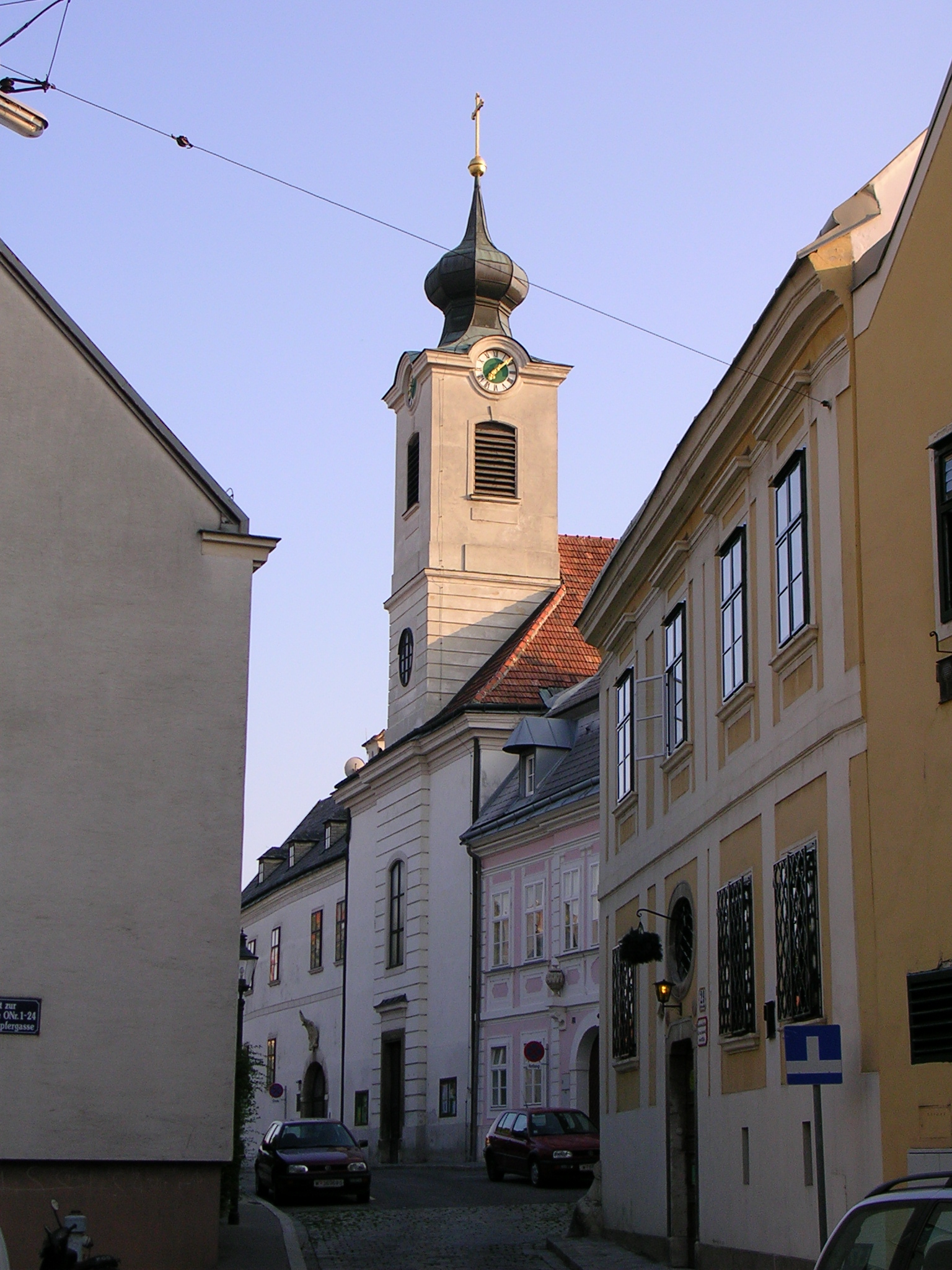
Nussdorfer Pfarrkirche

Im 15. Jahrhundert besaß der Ort bereits eine Kapelle, die dem Apostel Thomas geweiht war. Wie die umliegenden Dörfer litt auch Nussdorf schwer unter den Zerstörungen durch ungarische Truppen 1484, Matthias Corvinus ließ in Nussdorf aber auch Schanzen anlegen. Schwere Zerstörungen forderten ebenso die Türkenbelagerungen 1529 und 1683 sowie die Plünderungen der Franzosen 1805 und 1809. Der Ort konnte sich von diesen Zerstörungen immer nur sehr schwer erholen, dennoch entstanden über die Jahre zahlreiche Wirtschaftsgebäude. In diesen, immerhin fünfzehn Freihöfen, lebten Kleinadelige, die gegenüber der Grundherrschaft abgabenfrei waren. Eines der ältesten Gebäude, der Neudeckerhof, existiert heute noch. Das Anfang des 18. Jahrhunderts erbaute Sickenberg-Schlösschen wurde 1959/1960 abgerissen. Mit der Nussdorfer Pfarrkirche erhielt Nussdorf 1787 eine eigene Pfarrkirche, finanziert wurde sie durch die Aufhebung einiger Ordens-Grundherrschaften auf dem Bezirksgebiet durch Joseph II. Der Weinbau machte die Nussdorfer wohlhabend. 1820 war mehr als die Hälfte der Nutzfläche mit Weingärten bedeckt. Zudem wurde 1819 die Nussdorfer Brauerei errichtet und die Kahlenbergbahn auf den Kahlenberg machte Nussdorf im 19. Jahrhundert zu einem beliebten Ausflugsziel der Wiener. Auch die Bevölkerung von Nussdorf wuchs rasant an. 1795 bestand der Ort aus 109 Häusern mit 865 Einwohnern, 1808 lebten bereits 1.265 Menschen in 120 Häusern. Lebten 1832 in 152 Häusern noch 1.503 Menschen, so waren es 1890 bereits 5.191 Einwohner. Der heutige Pfarrfriedhof Nussdorf wurde 1867 geweiht.

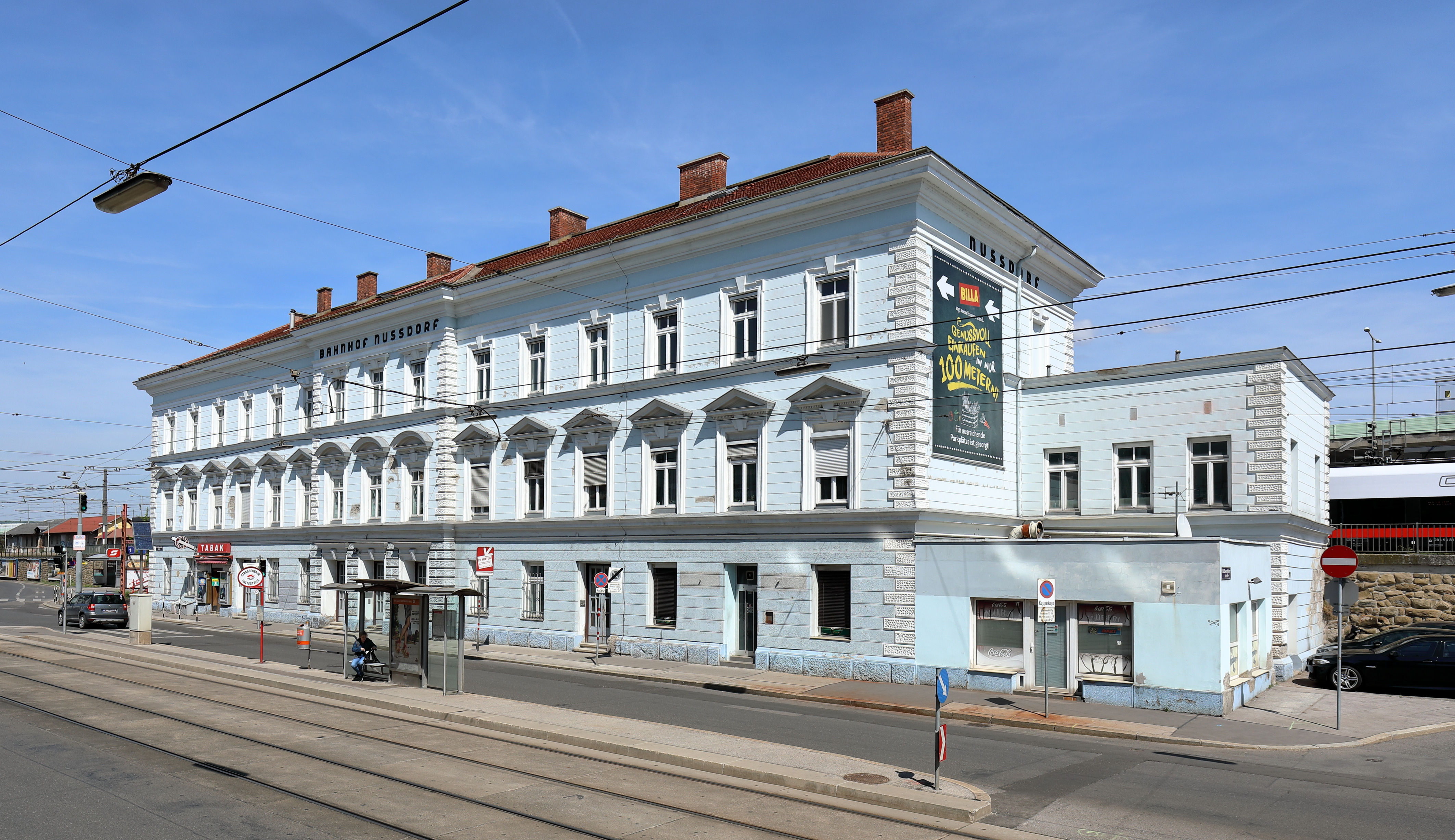
Bahnhof Nussdorf

1870 wurde die Franz-Josefs-Bahn am rechten Donauufer eröffnet. Im gleichen Jahr wurde der Bahnhof Wien Nußdorf, der bis heute besteht und 1900 erneuert wurde, in Betrieb genommen (heute S-Bahn-Linie S 40). 1885 wurde zur Verbindung mit der von 1874 bis 1919 von Nussdorf aus betriebenen Kahlenbergbahn (Zahnradbahn) eine Pferdebahnlinie durch die Heiligenstädter Straße nach Nussdorf eröffnet; seit 1903 wird sie in elektrischem Betrieb (seit 1907 Linie D) bedient. Nussdorf wurde von der Donauschifffahrt mit einer eigenen Anlegestelle angefahren (in der Saison 2015 kann man von hier per Schiff direkt in die Wachau gelangen).
1892 wurde Nussdorf gemeinsam mit den benachbarten Wiener Vororten Sievering, Grinzing, Oberdöbling, Unterdöbling, Heiligenstadt und dem Kahlenbergerdorf zu Wien eingemeindet. 1894 begann der Bau der heute denkmalgeschützten Nussdorfer Wehr- und Schleusenanlage an der Abzweigung des Donaukanals von der Donau, nunmehr eine Ausleitung aus der Donau.

## Kultur und Sehenswürdigkeiten
Die zentralen Bereiche um Greinergasse, Kahlenberger Straße und Hackhofergasse sind von der Stadt Wien als bauliche Schutzzone ausgewiesen. Ebenso bildet der Beethovengang zwischen Zahnradbahnstraße und Kahlenberger Straße eine Schutzzone.
Das Lehár-Schikaneder-Schlössl stammt aus dem 18. Jahrhundert und befand sich im Besitz von Emanuel Schikaneder und Franz Lehár.
Der Nußdorfer AC ist ein 1907 gegründeter Fußballverein im Bezirksteil.

## Wirtschaft und Infrastruktur

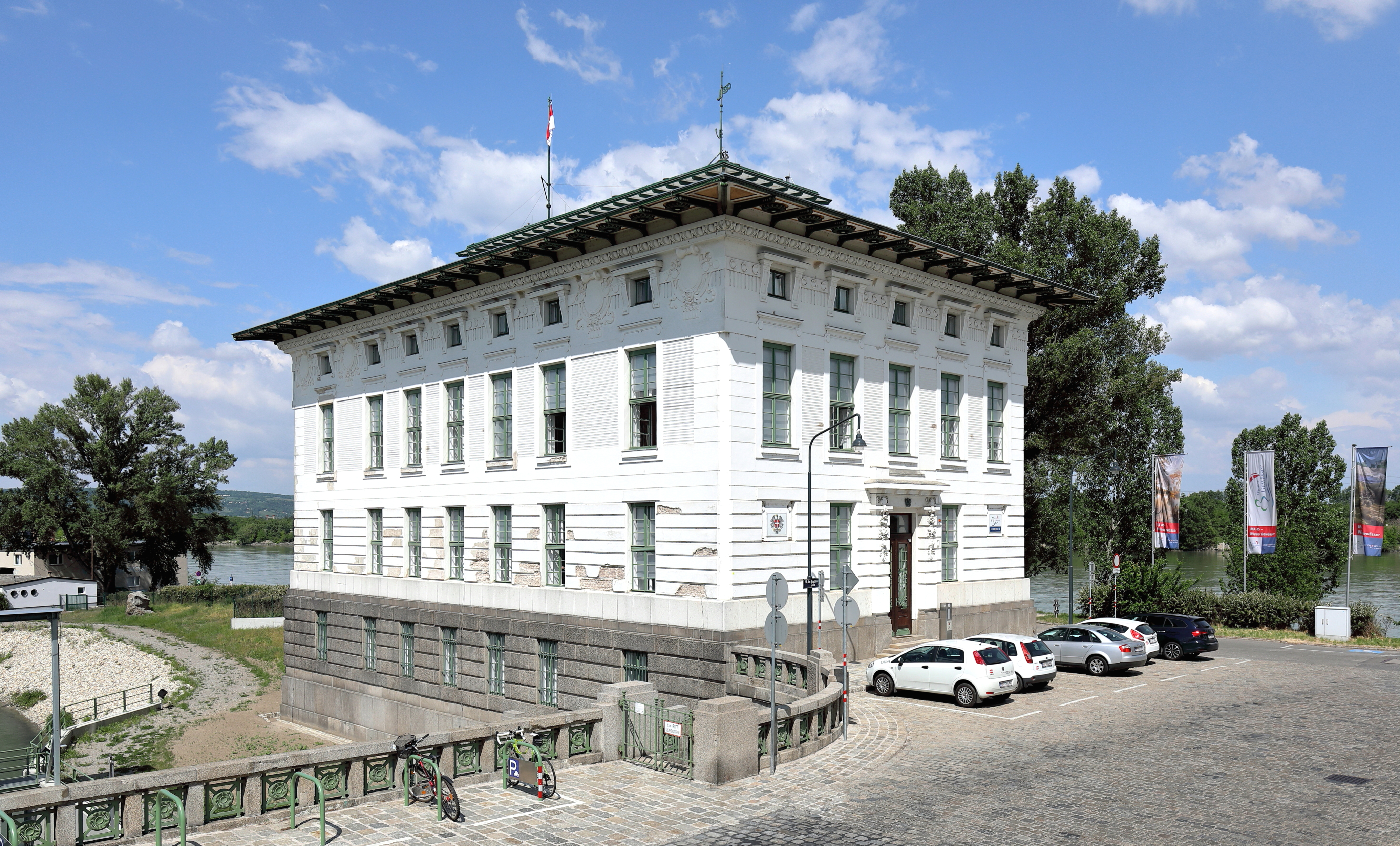
Zentrale der Magistratsabteilung 45 – Wiener Gewässer beim Nussdorfer Wehr; 20. Bezirk

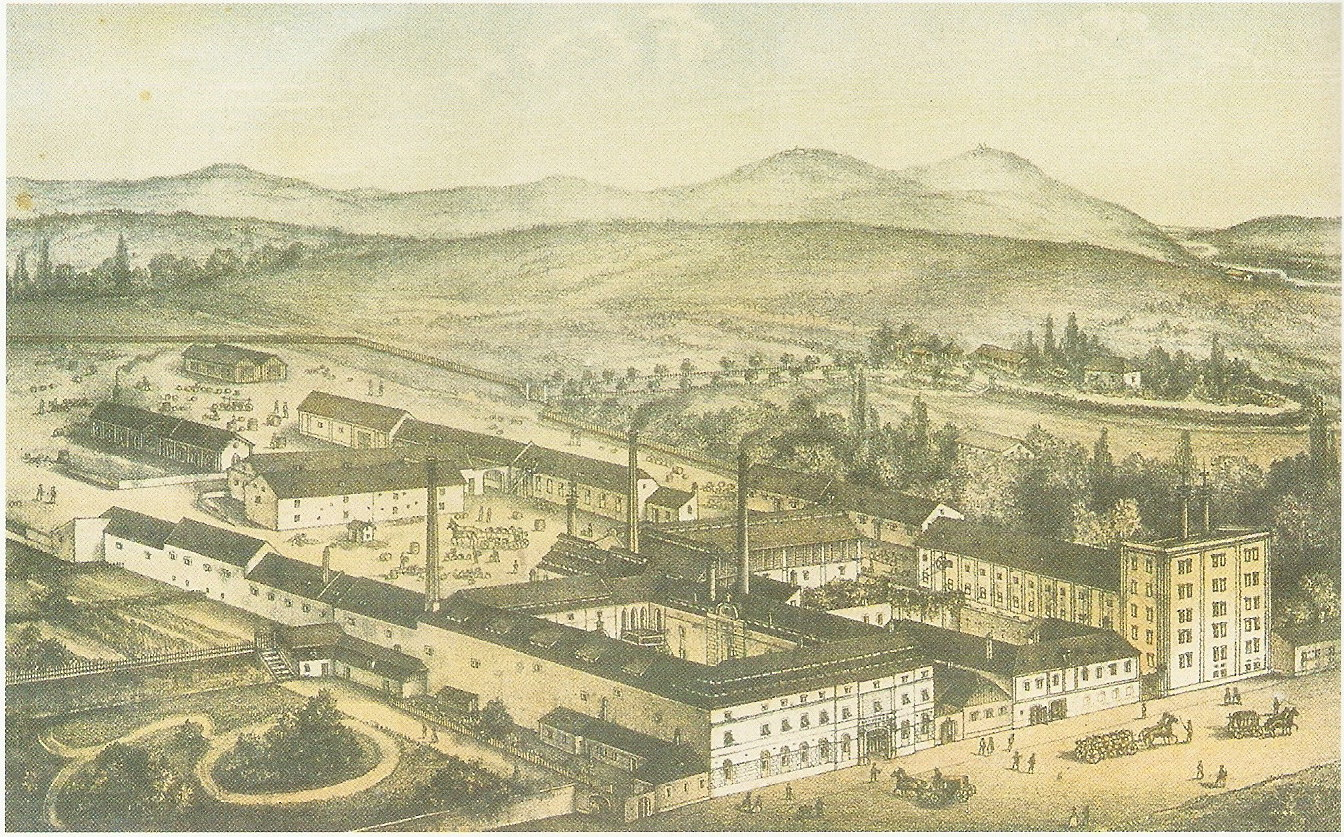
Nussdorfer Bierbrauerei von Bachofen & Medinger (1860)

Anfang des 19. Jahrhunderts war der Weinanbau in Nussdorf bedeutend und dominant. Mehr als die Hälfte der Nutzfläche war mit Weingärten bedeckt, weitere 20 Prozent von Ackerflächen und Obstgärten.
Zweites Standbein der Nussdorfer Wirtschaft war lange Zeit der Nussdorfer Hafen. Seit dem 16. Jahrhundert war er der wichtigste Donauhafen Wiens, da die dahinterliegende Schifffahrtsrinne sehr schmal war. Waren wurden hier von größeren Schiffen und Flößen auf kleinere Schiffe oder Wagen umgeladen und nach Wien gebracht. Da sich die Händler länger in Nussdorf aufhielten, entstanden auch zahlreiche Gaststätten und Herbergen, eine Mautstelle wurde 1675 eingerichtet. Handels- und Umschlagsplatz war der heutige Nussdorfer Platz, gehandelt wurden besonders Getreide, Salz, Tiere und Tierprodukte, Obst sowie Ton- und Holzwaren. Durch die Donauregulierung 1870–1875 verlor der Hafen aber bald seine Bedeutung. Der flussaufwärts beim Kahlenbergerdorf angelegte Kuchelauer Hafen erlangte nie eine annähernde Bedeutung.
Die Nussdorfer Wehr- und Schleusenanlage (errichtet zwischen 1894 und 1899) und das Kaiserbadwehr waren die einzigen wasserbautechnischen Bauwerke, die für die Verwirklichung des geplanten Hafens im Donaukanal in die Realität umgesetzt wurden. Otto Wagner erstellte die Pläne für die architektonische Gestaltung des Wehrs mit der Schemerlbrücke. Unterhalb des Wehrs wurde ohne außen sichtbare Veränderung das Kraftwerk Nussdorf errichtet. Die Wehr- und Schleusenanlage befindet sich heute großteils im 20. Bezirk, da die Bezirksgrenze 19 / 20 am rechten Ufer des Donaukanals verläuft.
Ende des 18. Jahrhunderts siedelten sich die ersten großen Gewerbebetriebe in Nussdorf an. 1783 wurde eine Weinstein- und Weinessig-Fabrik gegründet, die die Produkte und Abfälle des Weinbaus nutzte. Die Fabrik erzeugt auch Rum und Franzbranntwein und exportierte die Produkte bis Russland und Bayern. Im Jahr 1800 wurde vom Staat außerdem eine Salmiak- und Salzprodukt-Fabrik errichtet, in der der Urin der Gaststätten verarbeitet wurde. Auch diese Fabrik konnte ihre Produkte ins Ausland exportieren, musste jedoch 1840 schließen. Bedeutung erlangte auch die Schön- und Schwarzfärberei des Ignaz Hackhofer in der Hackhofergasse 5. Zu einem der bekanntesten Betriebe des Bezirksgebietes entwickelte sich weiters die 1819 gegründete Nußdorfer Bierbrauerei in der Hackhofergasse 9. Ein weiteres Unternehmen war die k.u.k. Hof-Handschuhfabrik J. E. Zacharias.
1922 wurde das 1886 erbaute und der Fleischversorgung von Wien dienende Schlachthaus Nussdorf in der Grinzinger Straße aufgelassen und der heutigen Magistratsabteilung 48 – Fuhrpark und Stadtreinigung überlassen, die den Standort heute noch betreibt.

## Persönlichkeiten
- Seifried Helbling (* 1230), Ritter und Dichter
- Karl Adolf Bachofen von Echt (1830–1922), Industrieller und letzter Bürgermeister von Nussdorf
- Rudolf Franz Eichhorn (1853–1925), Nussdorfer Pfarrer und Politiker
- Johann Michael Kupfer (1859–1917), Maler und Bildhauer
- Anita Nitschmann (1900–1974), Tischtennisspielerin und Tischtennisfunktionärin
- Franz Schier (1909–1954), Heurigenwirt, Sänger und Schauspieler